# Wilders Plads
Wilders Plads på Christianshavn (i København) er en ø, opkaldt efter tidligere ejer Carl Wilder. Pladsen hed førhen Bjørns Holm, efter den oprindelige grundlægger af området: købmanden, skibsrederen og tømmerhandleren Andreas Bjørn.
I 1762 købte mægler Carl Wilder hele pladsen som herefter overtog hans navn. Området blev senere delt i tre; Wilders Plads, Krøyers Plads og Grønlandske Handels Plads, navne der stadig er bevaret den dag i dag.
Broen til øen var oprindelig en vindebro af træ, men er siden ombygget flere gange. Den nuværende faste bro blev opført i 1903 og hedder Wilders Bro.
Området, der tidligere var skibsværft og flydedok, består i dag af både bolig og erhverv, administreret af blandt andre Bo-Vest og Wilders Plads Ejendomme. Sidstnævnte huser bl.a. Institut for Menneskerettigheder.